# Čelistnatkovití
Čelistnatkovití (Tetragnathidae – Menge, 1866) jsou čeledí pavouků, pro kterou jsou hlavním typickým znakem mohutné chelicery vyzbrojené četnými zuby a dlouhé čelistní výběžky, jež vyrůstají z kyčlí makadel (odtud odborný název: Tetragnathidae = "čtyřčelistní" ). Ve světě žije téměř tisíc druhů v 47 rodech. V Čechách žije 15 druhů čelistnatkovitých ve čtyřech rodech.

## Popis
Typickým pro tuto čeleď jsou dlouhé chelicery. Na tarzech nohou mají tři drápky a na nohou vyrůstají nápadné trny. Osm očí ve dvou řadách. Délka těla kolísá u této čeledi od 2 do 25 mm, u čelistnatek žijících v Čechách jsou tyto meze blíže průměru (2,5 - 17 mm). Sternum je spíše dlouhé než široké.  Samci bývají obvykle menší a štíhlejší než samice. Bývají pestře zbarveni. Samicím mnoha rodů čelistnatkovitých schází pohlavní destička (epigyna) a spermatéky vytvářejí "slepou uličku". Také samčí druhotné pohlavní orgány (palpy) mají jednoduchou stavbu. Čeleď je poměrně nehomogenní, takže některé rody či skupiny rodů se od typických znaků odlišují. Odlišují se také v některých svých projevech.

## Biologie
Některé čelistnatky předou podobně jako křižáci kolové sítě. Ty se však odlišují od sítí křižáků tím, že mají ve středu okénko, které pavouk vykouše po dohotovení sítě. Některé čelistnatky staví sítě tak, že při stavbě jeden paprsek vynechávají a ten není zapředený do kruhu, ale míří samostatně ze středu sítě mimo síť. Sítě můžeme najít nejčastěji na vegetaci, ve všech výškových patrech. Často nad hladinou stojatých vod. Čelistnatky mají nejraději vlhké biotopy, avšak obývají i extrémně suchá stanoviště a některé žijí i synantropně v lidských stavbách. Obývají biotopy osvětlené i zastíněné. Pavouk čeká na kořist buď ve středu sítě na spodní straně, nebo v její blízkosti.
Typickým je pro tuto čeleď postavení v klidové poloze, kdy dva páry dlouhých nohou natáhnou před sebe a zadní pár za sebe, třetím párem se přidržují a připomínají tak suchou větvičku.
Chování čelistnatek při kopulaci připomíná chování příbuzných křižáků, čelistnatky využívají svých mohutných chelicer k tomu, že sameček zaklesne své chelicery do chelicer samičky a tím je znehybní (velké chelicery jsou vybaveny i výraznými zuby na vnější straně, které zřejmě slouží jen k tomuto účelu). Agresivita při páření je u této čeledi minimální a je to dáno i tím, že sameček čeká na okraji sítě až samička uloví nějakou kořist a teprve potom se odhodlá k páření.

## Rozšíření a ochrana
Tato čeleď pavouků je rozšířena po celém světě. Druhy žijící v Česku obývají prakticky všechny biotopy ve volné přírodě.
Většina českých druhů není ohrožena, Druhy Tetragnatha dearmata a Tetragnatha nigrita jsou téměř ohroženy, druh Tetragnatha striata je silně ohrožený.

## Taxonomie

### Podčeledě
Čeleď Tetragnathidae se dělí na tři podčeledě
- Leucauginae – ve světě 10 rodů, v česku není zastoupena
- Metinae – ve světě 13 rodů, v česku dva
- Tetragnathinae – ve světě 9 rodů, v česku dva

### Přesunuté rody
- Nedávno byly z čeledě Křižákovitých (Araneidae) přeřazeny dva rody do čeledě čelistnatkovitých – do podčeledě Metinae. Jedná se o rody Meta a Metellina.
- Původně byly v čeledi Tetragnathidae zařazeni i největší síťoví pavouci světa – tropické Nefily ( Nephila ssp.). dnes jsou zařazeni do samostatné čeledě Nephilidae.

### Nejvýznamnější zástupci žijící v Česku
- Čelistnatka perleťová (Tetragnatha montana)
- Čelistnatka rákosní (Tetragnatha extensa)
- Čelistnatka stromová (Tetragnatha pinicola)
- Meta podzimní (Metellina segmentata)
- Meta temnostní (Meta menardi, dříve křižák temnostní)

## Seznam rodů
Seznam obsahuje jen rody vyskytující se v ČR, podle Kůrka a kol.

### Meta – meta
Ve světě 34 druhů v ČR jeden. Tkají kolové sítě, nemají nápadně velká klepítka a některými projevy připomínají příbuzné křižáky.

### Metellina – meta
Ve světě 7 druhů, v ČR tři. Podobně jako předchozí rod nemají nápadná klepítka, tkají kolové sítě a připomínají křižáky. Je pro ně typická pozice, kdy natahují nohy před a za sebe a napodobují tak suchou větvičku.

### Pachygnatha – čelistnatka
Ve světě 40 druhů, v ČR tři. Mají mohutná klepítka, drobné sítě tkají pouze mláďata, dospělí loví aktivně v detritu či na vegetaci. Mohutná klepítka využívají samci při páření, tak, že se zaklesnou do klepítek samice a znemožní jim útok proti němu.

### Tetragnatha – čelistnatka
Ve světě 333 druhů, v ČR osm. Tkají kruhové sítě s okénkem ve středu. Mají mohutná klepítka, která používají jako u předchozího rodu ke znehybnění klepítek samice při páření. Mají prodloužené tělo, zvláště u samců, kteří mají zadeček čtyřikrát delší než široký. Nohy natahují typicky před a za sebe a tak se maskují na vegetaci.

## Galerie

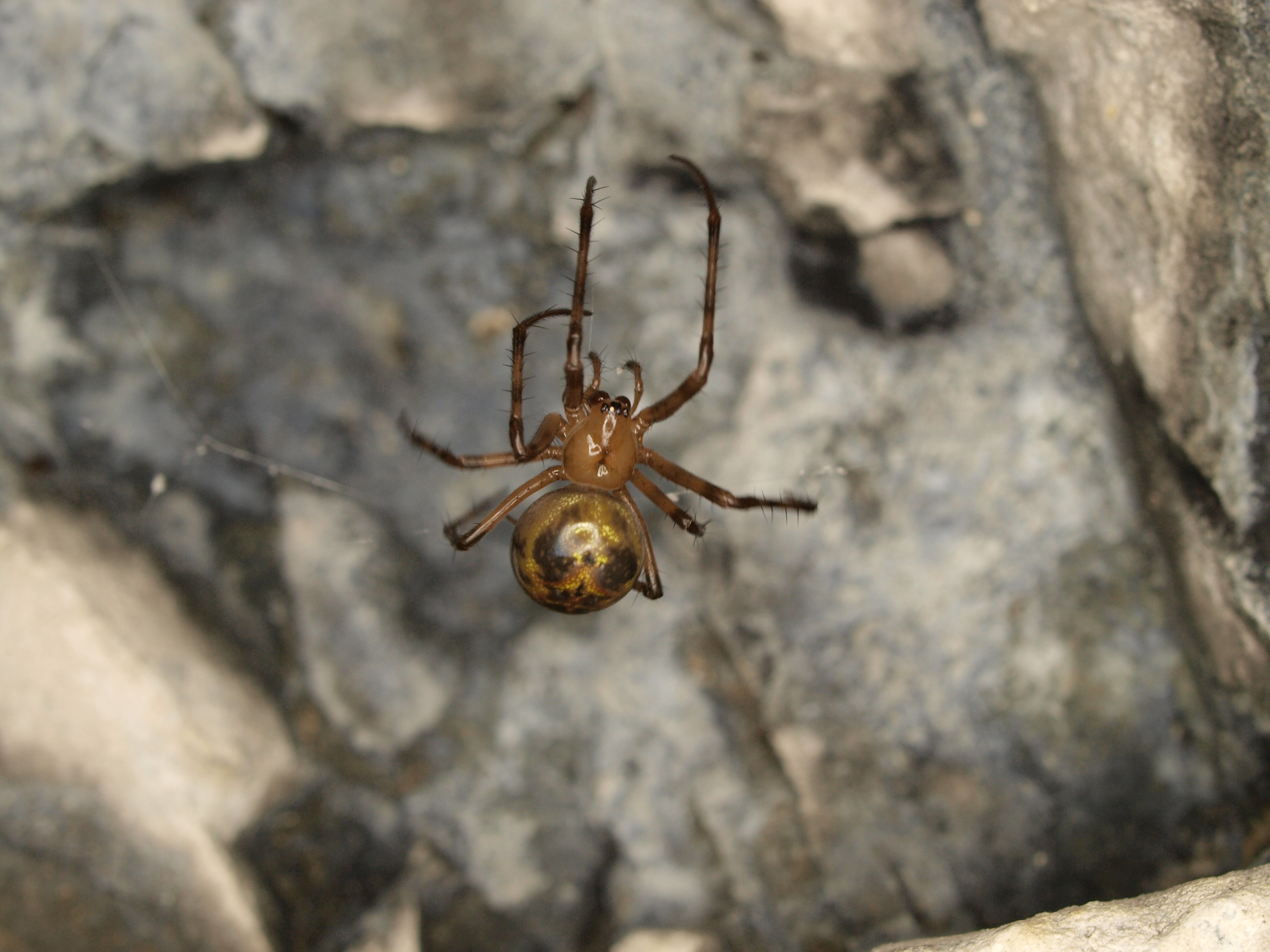
Meta temnostní (Meta menardi) samice
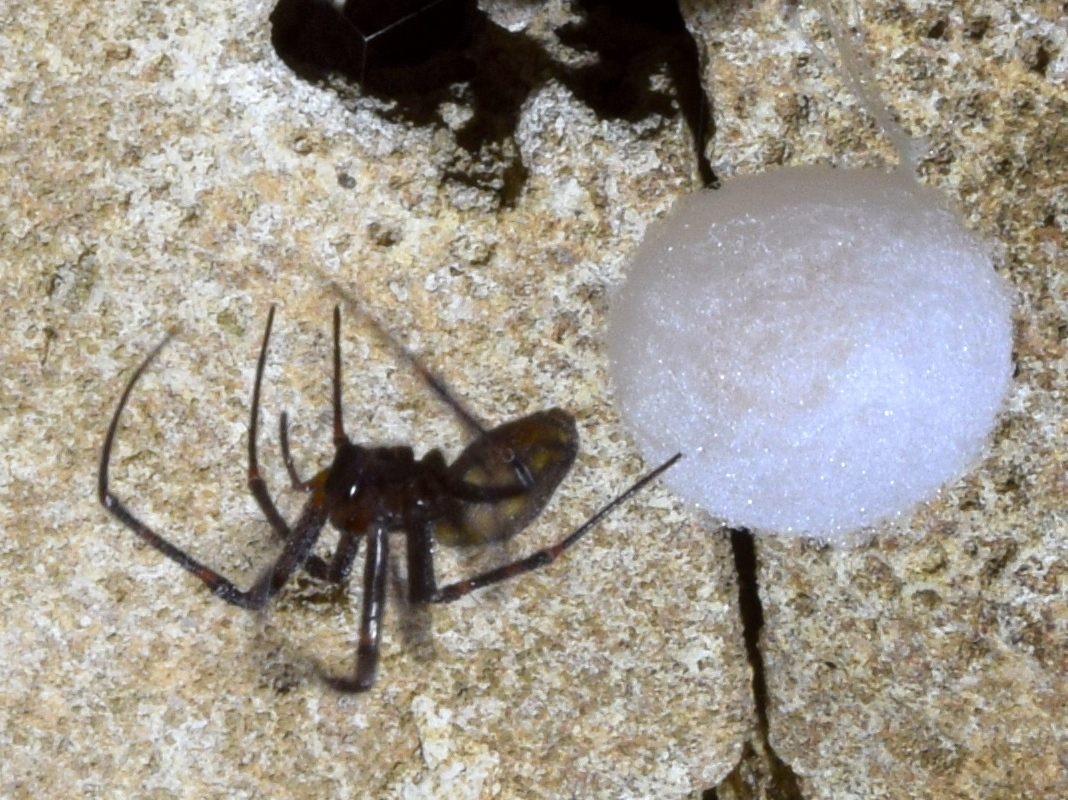
Meta temnostní (Meta menardi) samice s kokonem
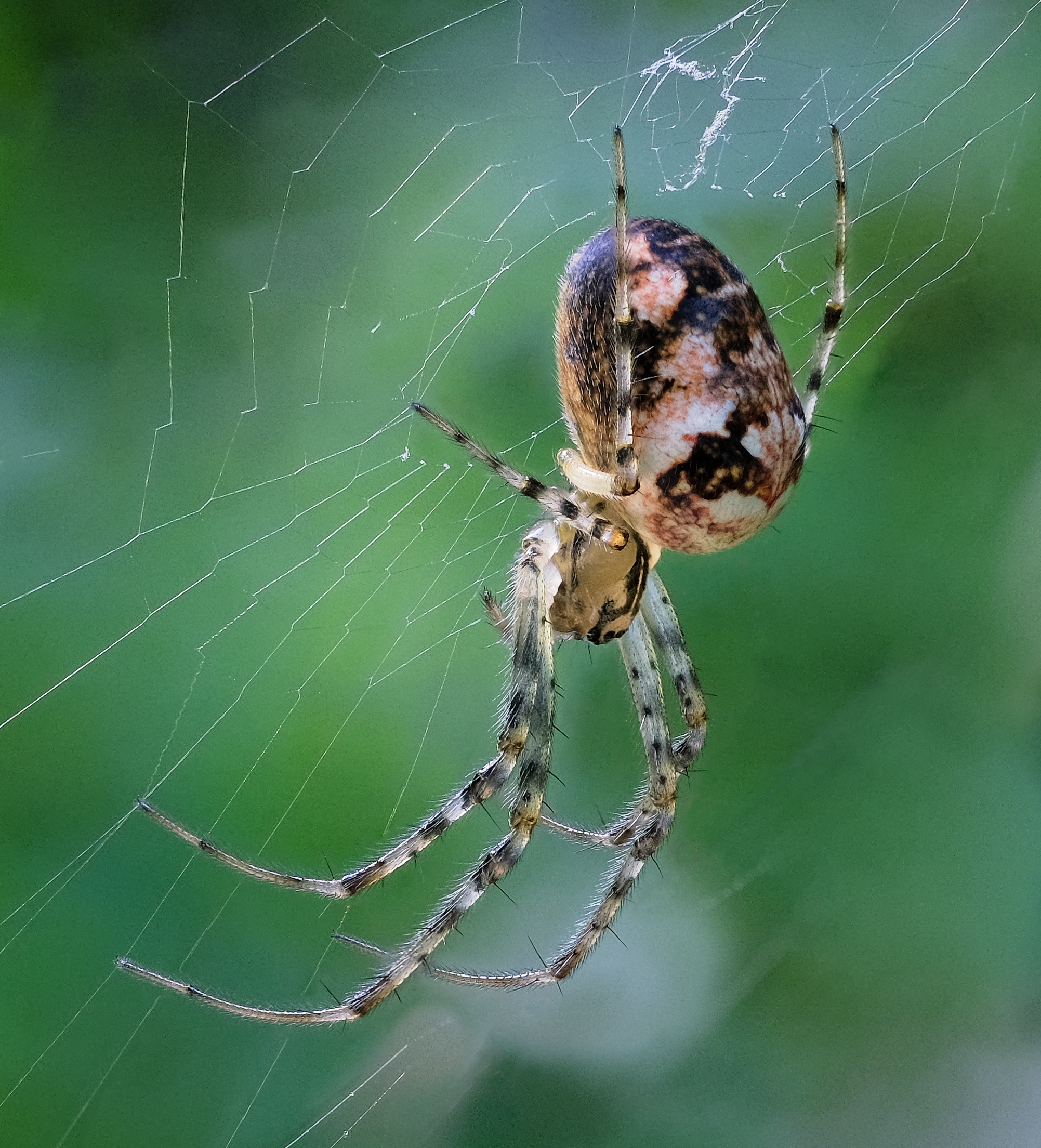
Meta podzimní (Metellina segmentata) samice na síti
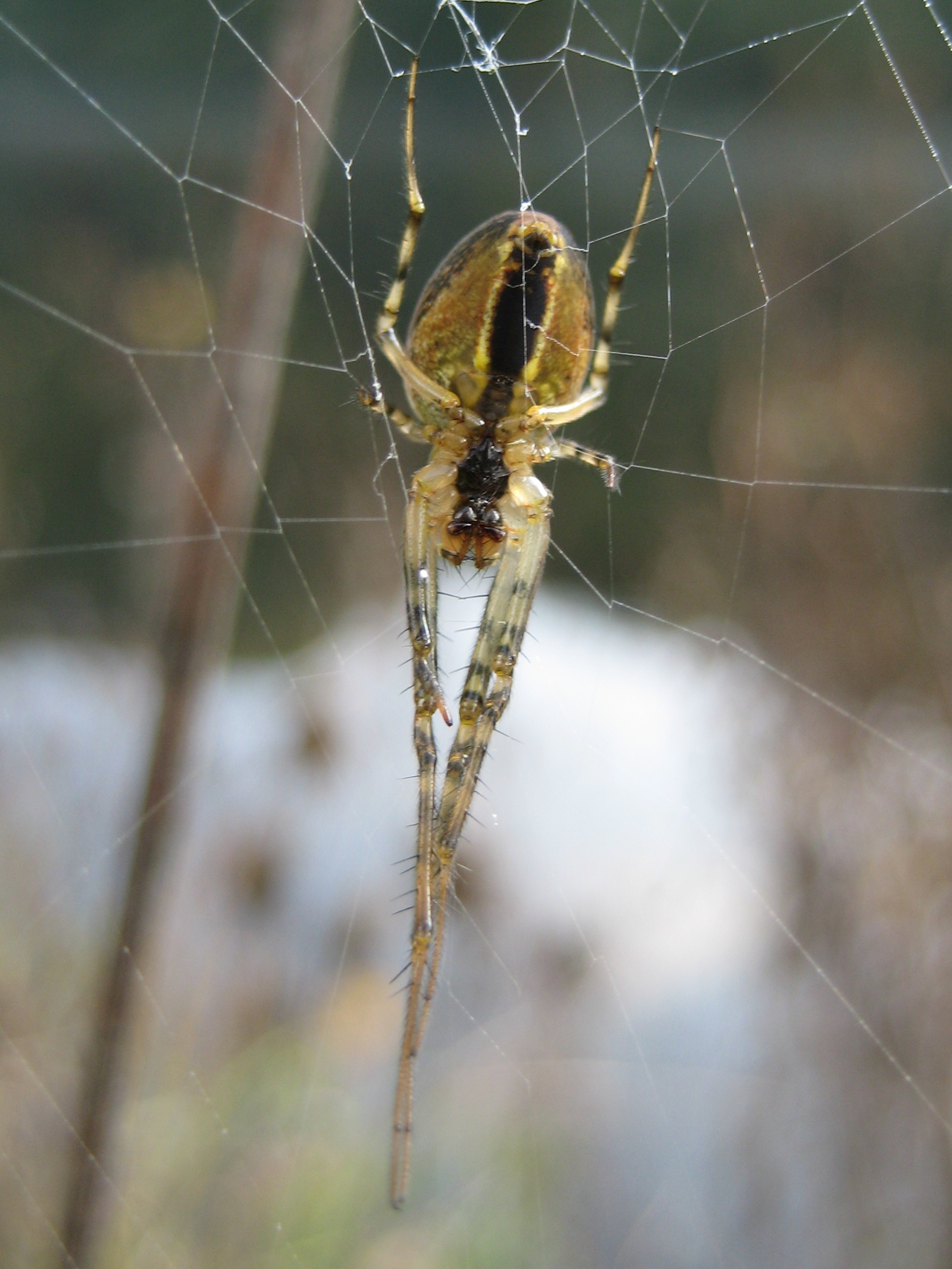
Meta podzimní (Metellina segmentata)
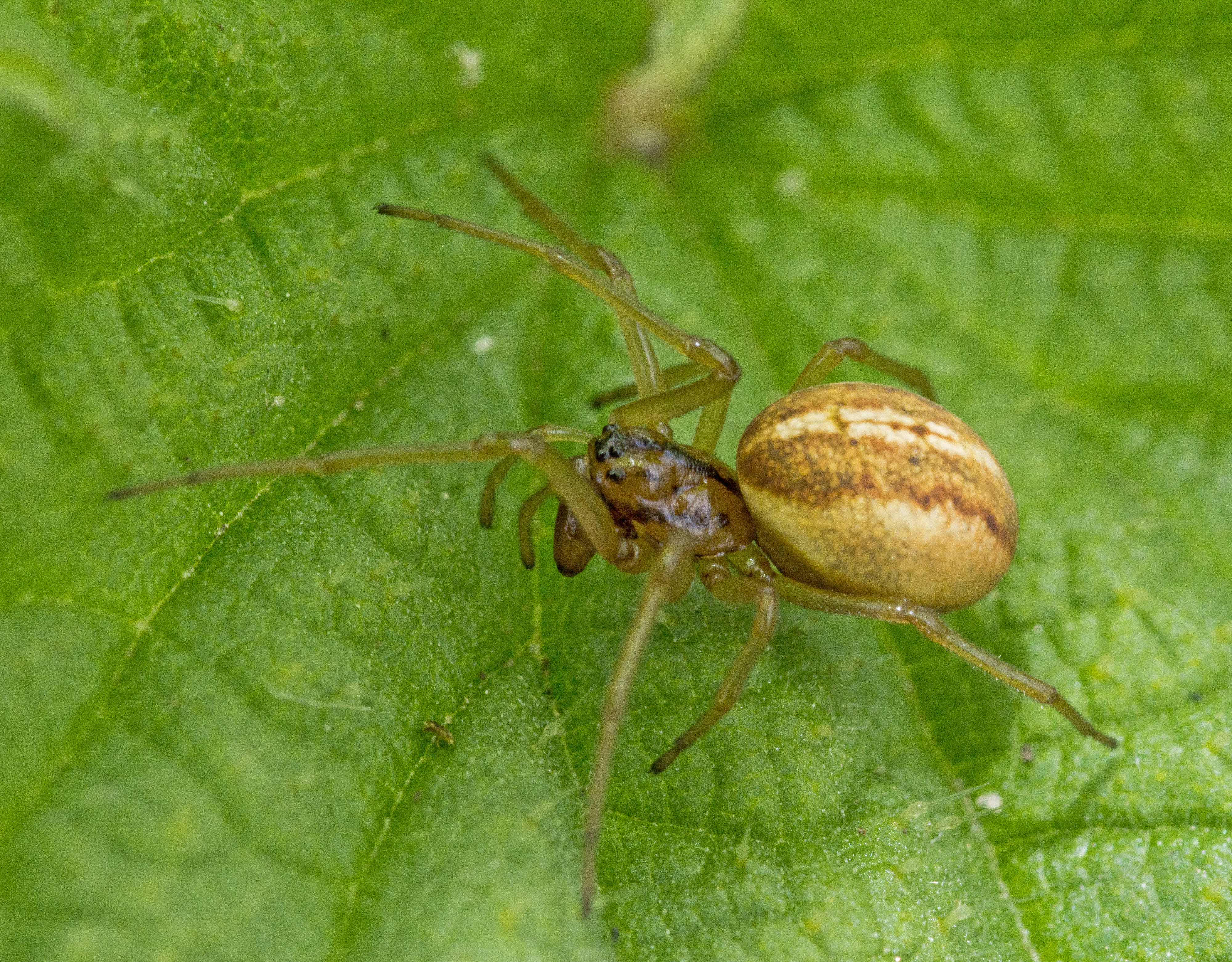
Čelistnatka obojživelná (Pachygnatha clerki) samice
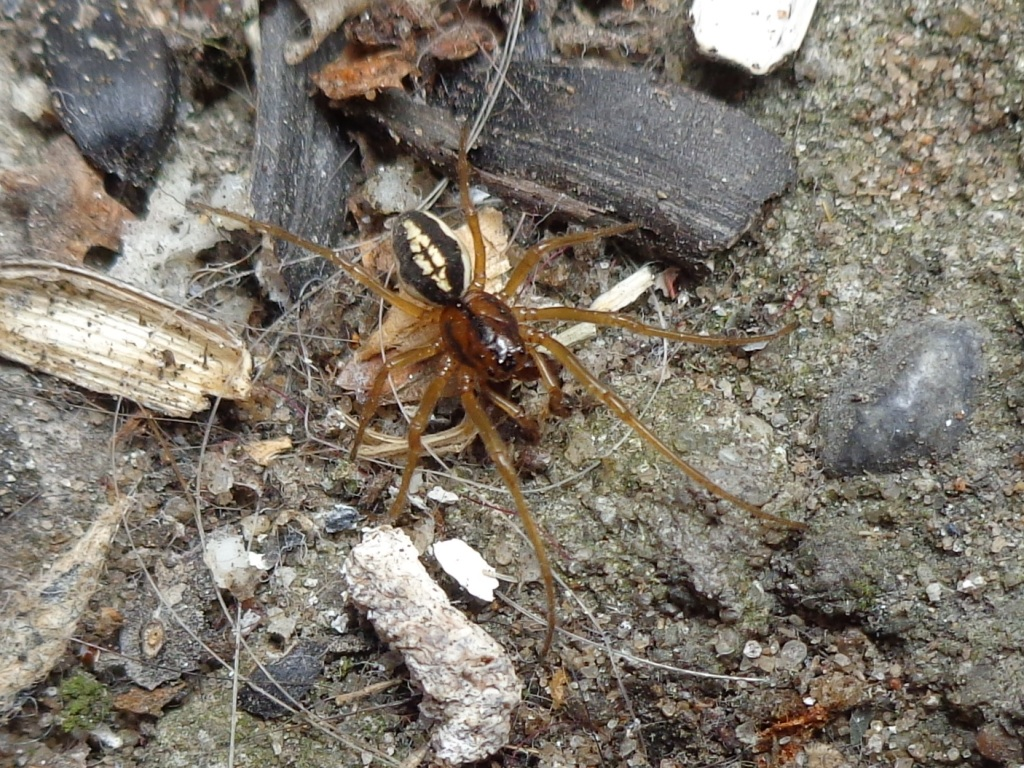
Čelistnatka obojživelná (Pachygnatha clerki) samec
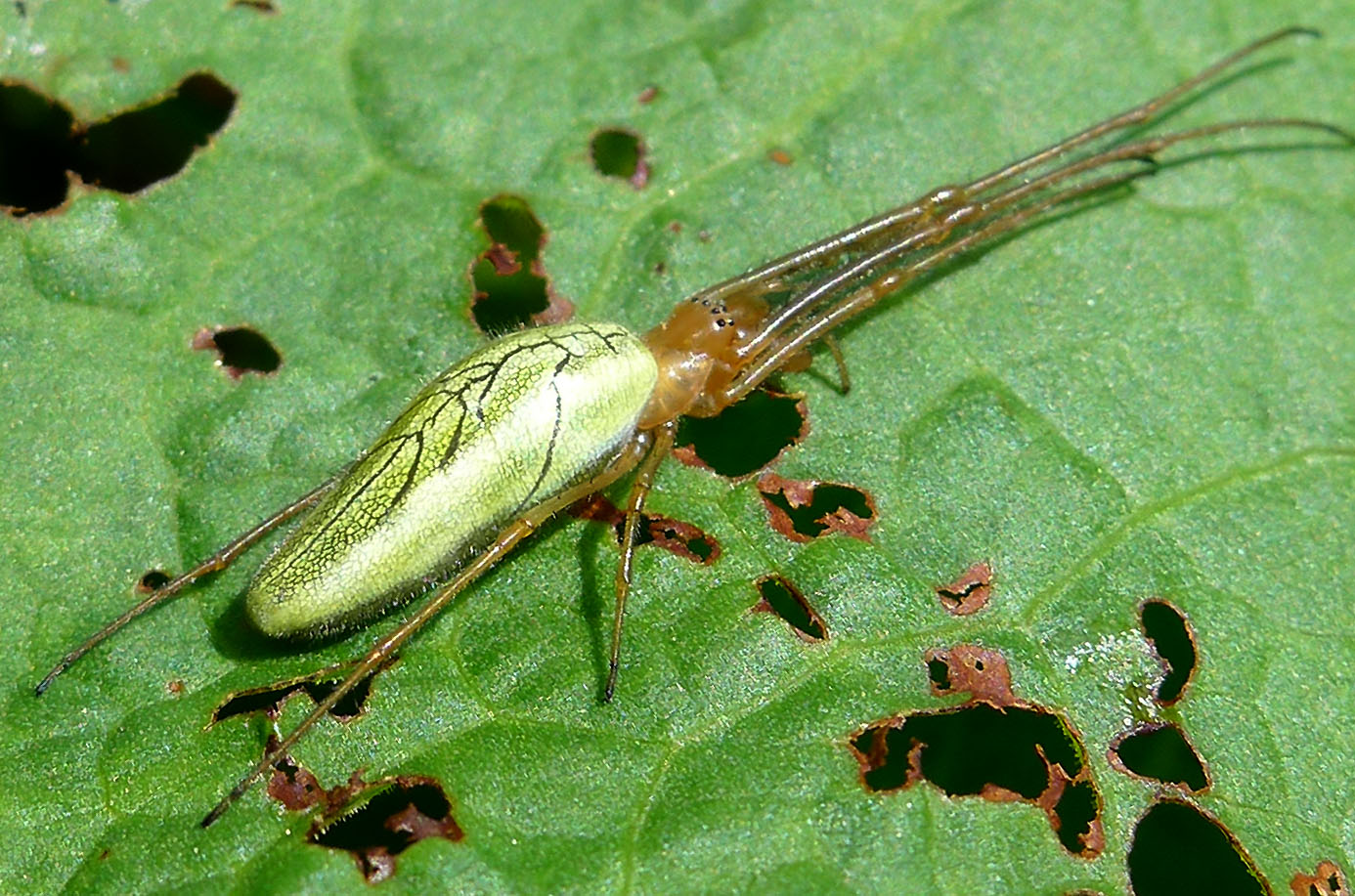
Čelistnatka rákosní (Tetragnatha extensa) v typické pozici
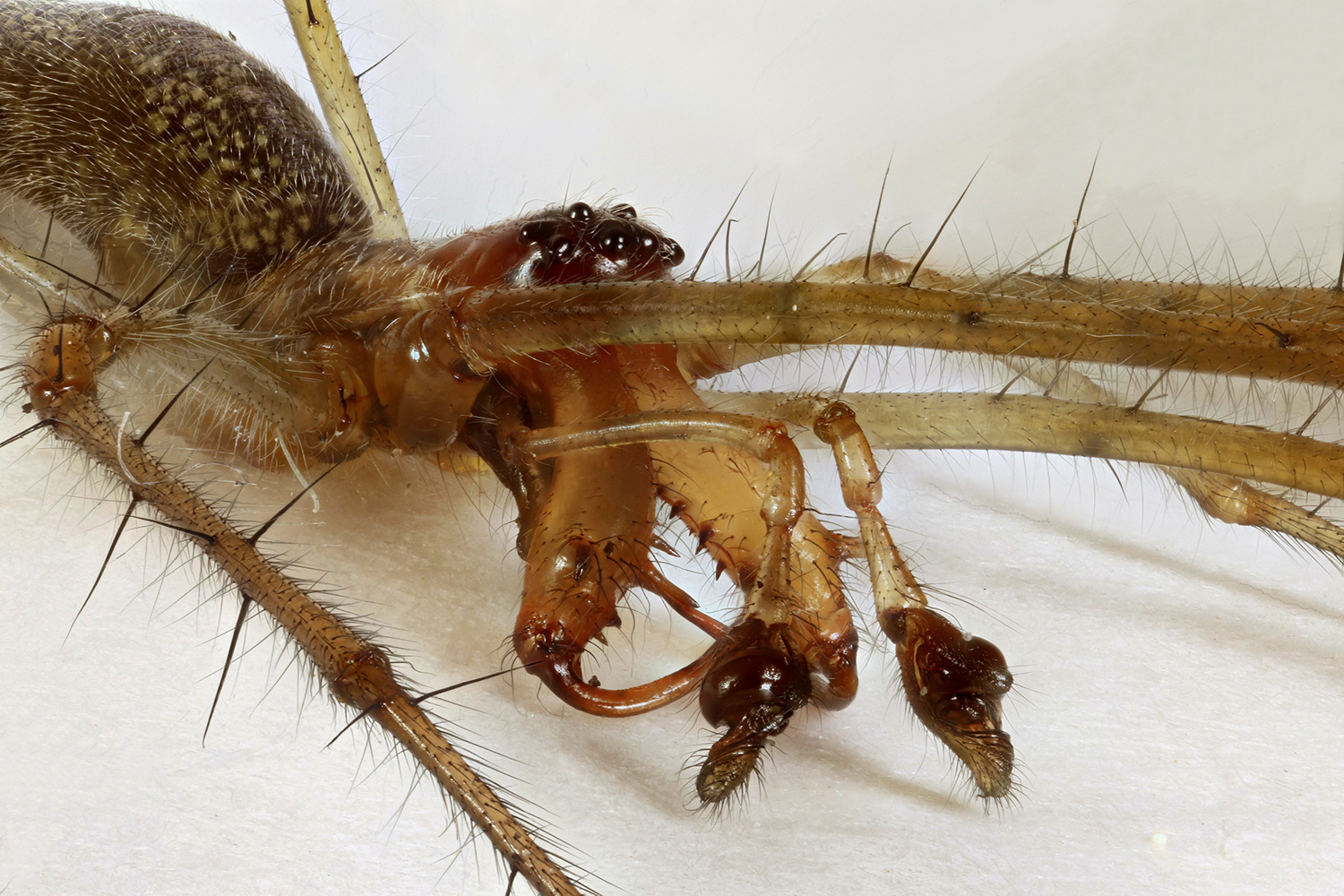
Čelistnatka perleťová (Tetragnatha montana) samec
- Páření čelistnatky perleťové (Tetragnatha montana) sameček je dole